# 和気清太郎
和気 清太郎（和氣 淸太郎、わき せいたろう、1856年（安政3年4月） - 1920年（大正9年）6月29日）は、日本の政治家、衆議院議員（1期）。

## 経歴
備後国世羅郡重永村(のち広島県世羅郡西大田村、現・世羅町)生まれ。重永村戸長、西大田村長、世羅郡会議員、同議長、広島県農会議長、世羅郡教育会長、世羅銀行頭取となる。
1894年9月の第4回衆議院議員総選挙において広島7区から大手倶楽部所属で立候補して当選した。衆議院議員を1期務め、1898年3月の第5回衆議院議員総選挙は不出馬。同年8月の第6回衆議院議員総選挙では中立倶楽部から立候補したが落選した。1920年に死去した。